# Batesville (Mississippi)
Batesville é uma cidade localizada no estado americano de Mississippi, no Condado de Panola.

## Demografia
Segundo o censo americano de 2000, a sua população era de 7113 habitantes. 
Em 2006, foi estimada uma população de 7729, um aumento de 616 (8.7%).

## Geografia
De acordo com o United States Census Bureau tem uma área de 
28,9 km², dos quais 28,9 km² cobertos por terra e 0,0 km² cobertos por água. Batesville localiza-se a aproximadamente 71 m acima do nível do mar.

## Localidades na vizinhança
O diagrama seguinte representa as localidades num raio de 24 km ao redor de Batesville. 